# Max Studer (Politiker)
Max Studer (* 9. April 1865 in Dornach; † 9. März 1947 in Solothurn), seit 1902 in Solothurn heimatberechtigt, war ein Schweizer Jurist und Politiker (Freisinnig-Demokratische Partei).

## Leben

### Familie
Max Studer war der Sohn des Buchbinders Theodor Studer und dessen Ehefrau Susanna (geb. Kunz).
Seit 1905 war er mit Martha (geschiedener Zepfel; † 15. Februar 1944), der Tochter des Solothurner Bankiers Karl Vigier von Steinbrugg, verheiratet; gemeinsam hatten sie mehrere Kinder.
Der Grossvater seiner Ehefrau war der Jurist und Politiker Urs Viktor Vigier.

### Werdegang
Nach dem Besuch des Gymnasiums immatrikulierte sich Max Studer 1885 zu einem Studium der Rechtswissenschaften an der Universität Basel und promovierte 1889 zum Dr. jur.
Von 1889 bis 1892 war er, nach seiner Wahl durch den Kantonsrat, als Oberrichter tätig und war in dieser Zeit Präsident der Anklagekammer des Kanton Solothurn.
Er übernahm von 1892 bis 1896 als freisinniger Regierungsrat, in der Nachfolge von Albert Affolter, die Leitung des Justiz- und Polizeidepartements; in dieser Aufgabe entwarf er unter anderem ein neues Hausiergesetz für den Kanton Solothurn aus dem er 1896 ein neues Wirtschaftsgesetz entwickelte; 1896 wurde er Solothurner Landammann. 
1896 erhielt er das Patent als solothurnischer Fürsprecher und Notar und war dann von 1897 bis 1898 Rechtskonsulent der Firma Maggi in Kemptthal, bevor er 1899 eine Anwalts- und Notariatskanzlei in Solothurn eröffnete, so vertrat er unter anderem 1902 die Einwohnergemeinde Solothurn gegen die Bürgergemeinde Solothurn in einem Verfahren vor dem Schiedsgericht.
Er war unter anderem im Verwaltungsrat der Solothurn-Münster-Bahn (auch Weissensteinbahn) (seit 1908 Direktionspräsident), der Solothurn-Schönbühl-Bahn (1911 Präsident des Verwaltungsrats), der Aare-Emmenkanal AG (heute AEK Energie), der Holderbank Financiére Glarus AG, der Papier- und Couvertfabrik Balsthal (heute Swiss Quality Paper), Präsident des Verwaltungsrats der Zement- und Kalkfabrik Robert Vigier AG (heute Vigier Ciment), und Präsident des Verwaltungsrats der Solothurner Handelsbank sowie Präsident des Verwaltungsrats der Papierfabrik Biberist (heute Papieri Biberist), deren Verwaltungsrat er seit 1911 angehörte.
Im September 1918 wurde er in die Expertenkommission entsandt, die den Entwurf eines Völkerbundvertrags formulierte.
1935 stand er dem Initiativkomitee vor, die sich für die Erstellung einer Seilbahn auf den Weissenstein einsetzte (siehe auch Sesselbahn Oberdorf–Weissenstein).
Max Studer wurde 1908 zum Kommandanten des Infanterieregiments 36, 1912 zum Kommandanten des Infanterieregiments 40, 1916 zum Oberst sowie zum Kommandanten der Landwehr-Infanteriebrigade 22 ernannt.

### Politisches und berufliches Wirken
Max Studer führte die freisinnig-demokratische Partei der Stadt Solothurn.
Von 1900 bis 1917 war er im Einwohnergemeinderat Solothurn vertreten und von 1904 bis 1917 Kantonsrat, deren Vizepräsidentschaft er 1903 und 1904 sowie deren Präsidentschaft er 1906 ausübte; in dieser Zeit war er vom 7. Dezember 1908 bis 2. Dezember 1917 auch Nationalrat. Im Kantonsrat brachte er verschiedene Motionen ein, so unter anderem einen Entwurf zu einem Beamtenbesoldungsgesetz, den Vorschlag eines Beitritts zum Konkordat über die Befreiung von der Verpflichtung einer Sicherheitsleistung für Prozesskosten, eine Revision des Gemeindegesetzes, eine Revision des Kantonsratsreglements und die Einführung einer kantonalen Alters- und Invalidenversicherung, die vom Wahlvolk 1931 abgelehnt wurde.
1904 nahm er einem Kongress der Interparlamentarischen Union in St. Louis in den USA teil.
Er wurde 1912 in den Kreiseisenbahnrat gewählt und folgte damit dem verstorbenen Politiker Albert Brosi.
1915 war er Präsident der Rekurs- und Petitionskommission des Kantonsrats.
Er legte 1917 seine öffentlichen Ämter nieder, als er seine verschiedenen Anliegen in Eisenbahnfragen nicht durchsetzen konnte.
1939 legte er dem Regierungsrat verschiedene Entwürfe für eine neue Gerichtsorganisation, für eine neue Zivilprozessordnung, eine neue Strafprozessordnung und für ein Einführungsgesetz zum Schweizerischen Strafgesetzbuch vor.

### Mitgliedschaften
Max Studer war Mitglied des Allgemeinen Schweizerischen Stenografenvereins.
1893 war er Vizepräsident des Organisationskomitees für das Eidgenössische Volks- und Militärmusikfest 1893 in Solothurn (siehe auch Eidgenössisches Musikfest). 
Er war 1901 Präsident des Organisationskomitees für das Kantonalschützenfest 1901.
Er gehörte dem Historischen Verein des Kantons Solothurn an und er war Senior der Bibliothekskommission der Zentralbibliothek Solothurn.